# 朱熹平
朱熹平（1962年6月—），广东始兴人，中国数学家，中山大学数学与计算科学学院数学系教授，兼任广东省数学学会理事长，中国科学院晨兴数学中心学术委员会委员。

## 生平
1978年，毕业于广东省始兴县墨江中学。1982年夏本科毕业于中山大学数学系。1984年，在中山大学数学系取得硕士学位。1989年，在中国科学院武汉数学物理研究所取得博士学位。
1991年，获中国科学院自然科学二等奖。1998年，获国家杰出青年基金资助。1999年，入选国家人事部“百千万人才工程”第一、二层次人才。2001年，被聘为中国教育部“长江学者奖励计划”的特聘教授。2002年，成为全国优秀博士学位论文指导教师。2004年，获得第三届世界华人数学家大会晨兴数学银奖。
2009年，被聘为中山大学逸仙学者讲座教授。2013年至2018年，任中山大学党委常委、副校长。

## 学术成就
2006年6月3日，朱熹平和曹怀东声稱补全了佩雷尔曼对于庞加莱猜想证明中的漏洞，给出了完全证明。他们的证明运用了汉密尔顿和佩雷尔曼的理论，成功处理了猜想中奇异点的难题，以专刊的方式刊载在美国出版的《亚洲数学期刊》六月号。惟曹、朱二人在亞洲數學期刊的龐加萊猜想證明完全未經正常審核程序既逕發表，《紐約客》雜誌的文章《流形的命運》懷疑丘成桐以該期刊主編之便，發表利於自己團隊的成果；丘成桐與亞洲數學期刊的編輯群並未對此可能之弊端提出辯駁。佩雷爾曼表示曹、朱二人的證明‘看不出新意’。
同年秋天，曹懷東與朱熹平的論文中，當中的內容，被發現與Bruce Kleiner及John Lott於2003年對佩雷爾曼第一篇論文預印本所做筆記，兩者之間有相當多段落逐字吻合。曹懷東與朱熹平宣稱當時忘記他們曾經把這些內容抄錄到他們的筆記中，在12月，他們發表一個修改後的論文版本《龐加萊猜想與幾何化猜想的漢米爾頓－佩雷爾曼證明》（Hamilton-Perelman's Proof of the Poicare Conjecture and the Geometrization Conjecture），不再宣稱他們給與完全證明，而只是對漢米爾頓－佩雷爾曼證明作出詳細闡述。